# Bela Čikoš Sesija
Bela Čikos Sesija, (Osijek, 27 gennaio 1864 – Zagabria, 11 febbraio 1931) è stato un pittore croato simbolista e secessionista.
Fu uno dei fondatori dell'Accademia di Belle Arti di Zagabria e la sua opera segnò l'inizio del simbolismo nella pittura croata.

## Biografia
Dal 1887 Čikoš Sesija studiò all'Accademia di Belle Arti di Vienna, frequentando i corsi di Viktor Berger e Leopold Karl Müller. Si recò in Italia più volte per completare la sua formazione artistica. 
Nel 1895 divenne insegnante di disegno a Ogulin, poi al Regio ginnasio Zagabria. Insieme al pittore Menci Klement Crnčić aprì nella capitale croata la prima scuola privata di belle arti, che getterà le basi dell'Accademia di Belle Arti.
Morì nel suo atelier di Zagabria l'11 febbraio 1931, improvvisamente e inaspettatamente, di fronte alla tela incompiuta La morte dell'innocenza.

## Stile e contenuti

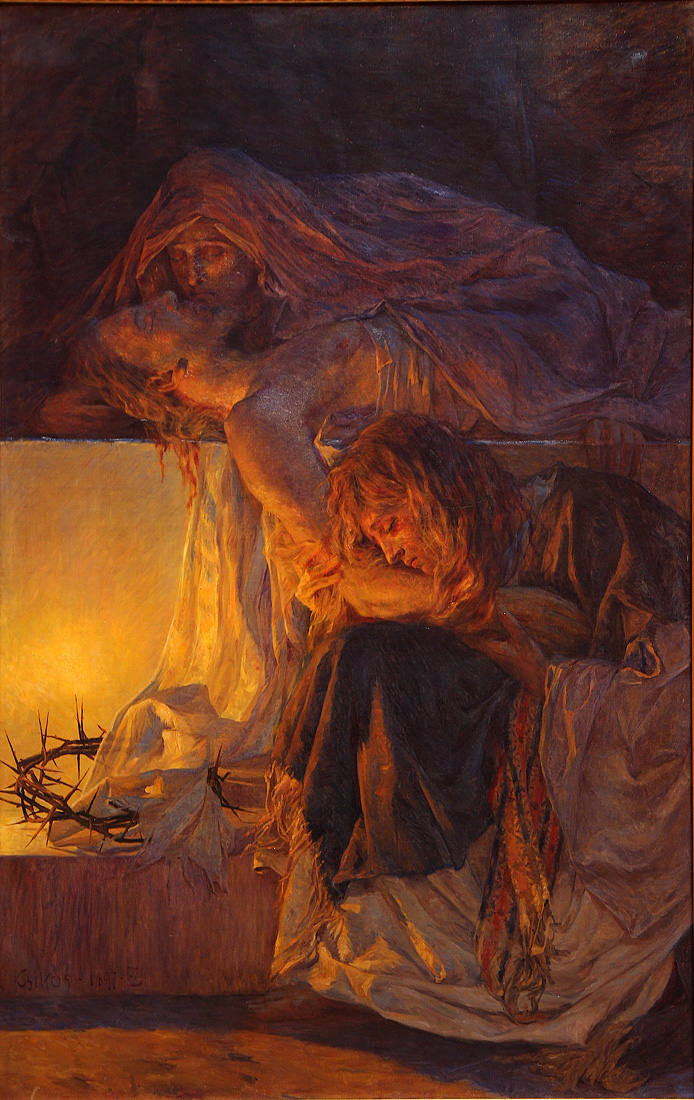
Bela Čikoš Sesija, Compianto su Cristo morto

Le opere di Čikoš Sesija ci mostrano le preoccupazioni estetiche dell'arte decorativa secessionista ed il gusto simbolista croato, in dipinti contraddistinti dai forti luminismi volti a enfatizzare narrazioni mitologiche, letterarie e religiose.
Quando il pittore affronta il tema della morte, le raffigurazioni divengono lotte apocalittiche tra il bene e il male.

## Galleria d'immagini

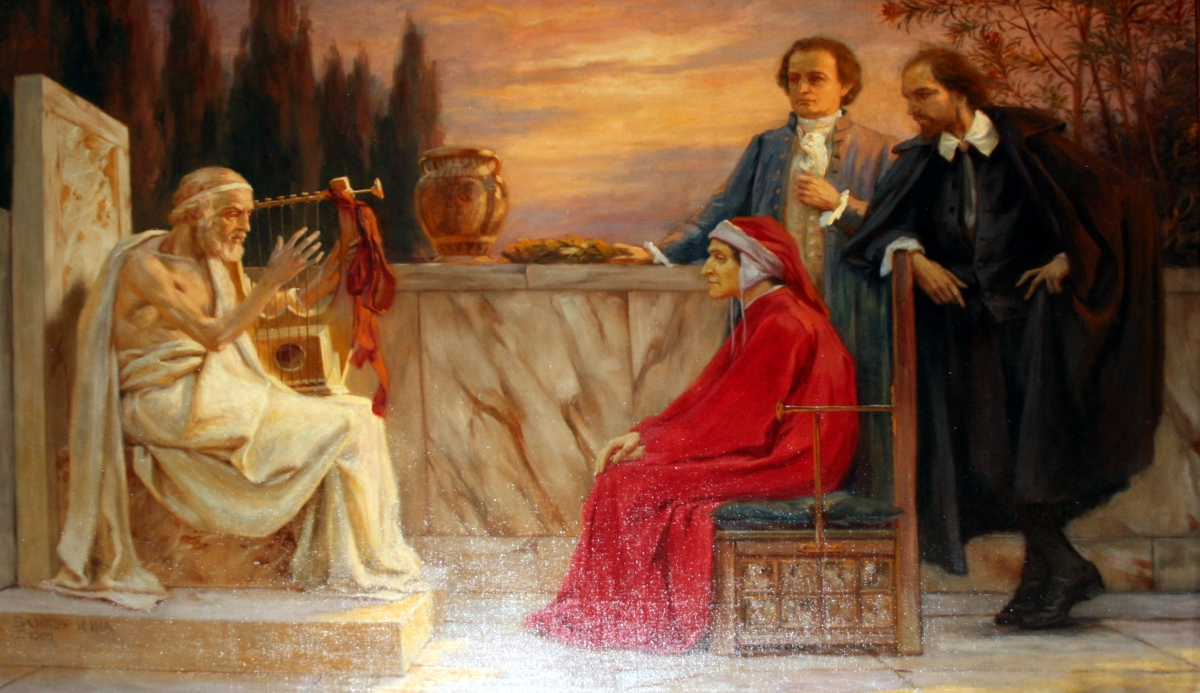
Omero insegna a cantare a Dante, Shakespeare e Goethe
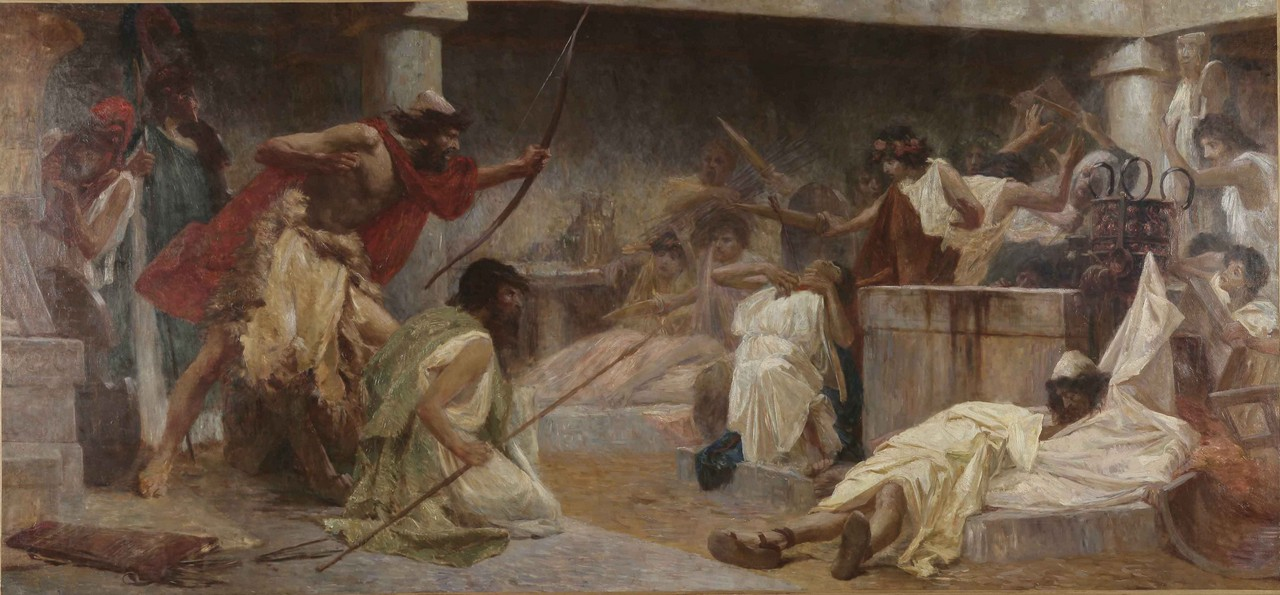
Ulisse uccide i pretendenti
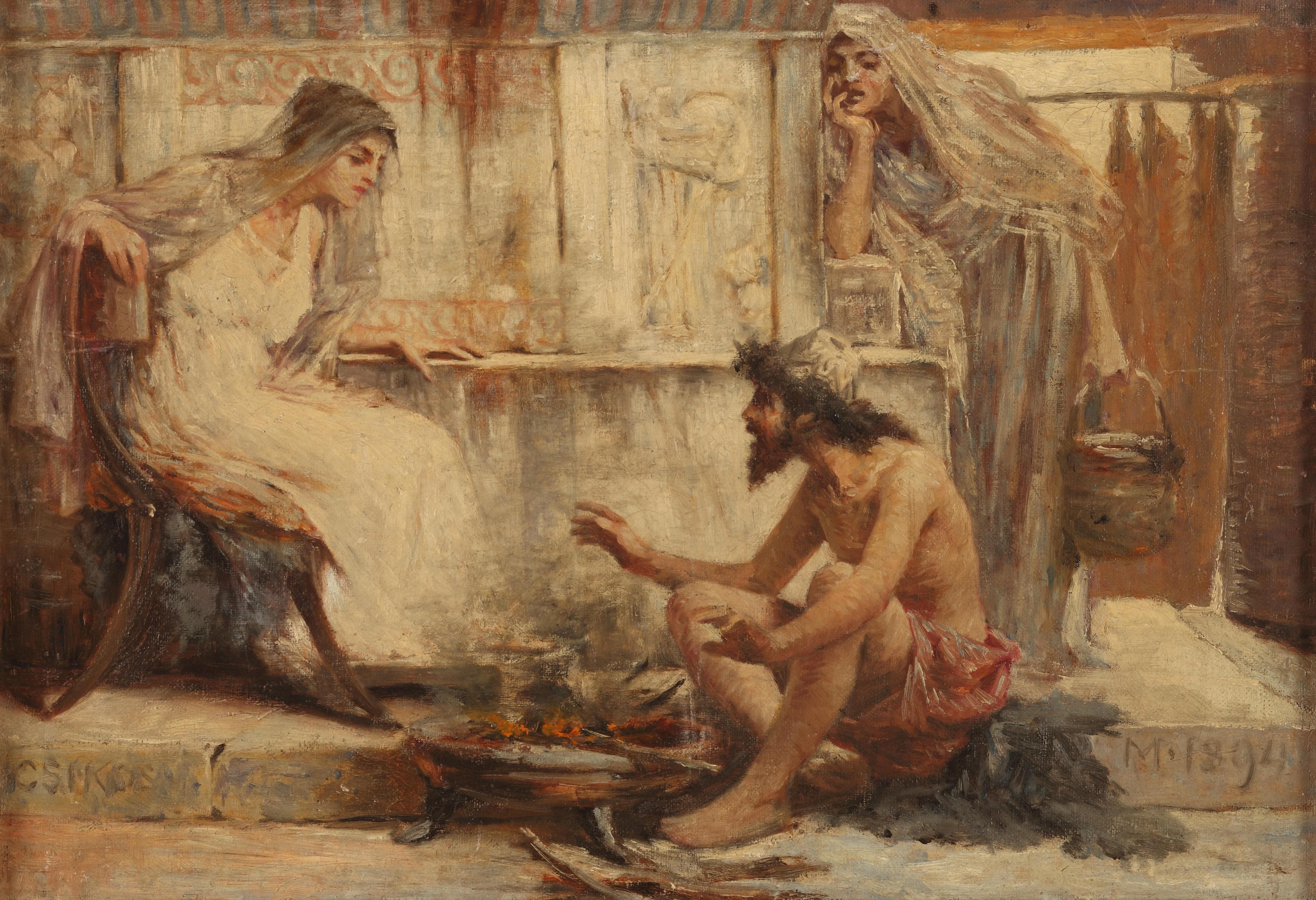
Penelope
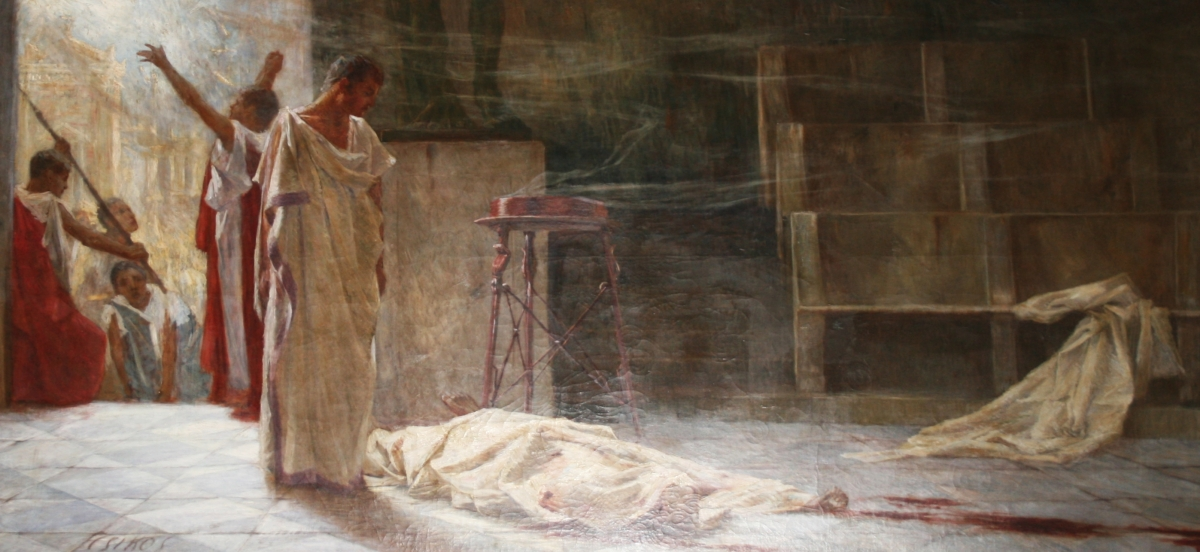
Marco Antonio e il corpo Cesare
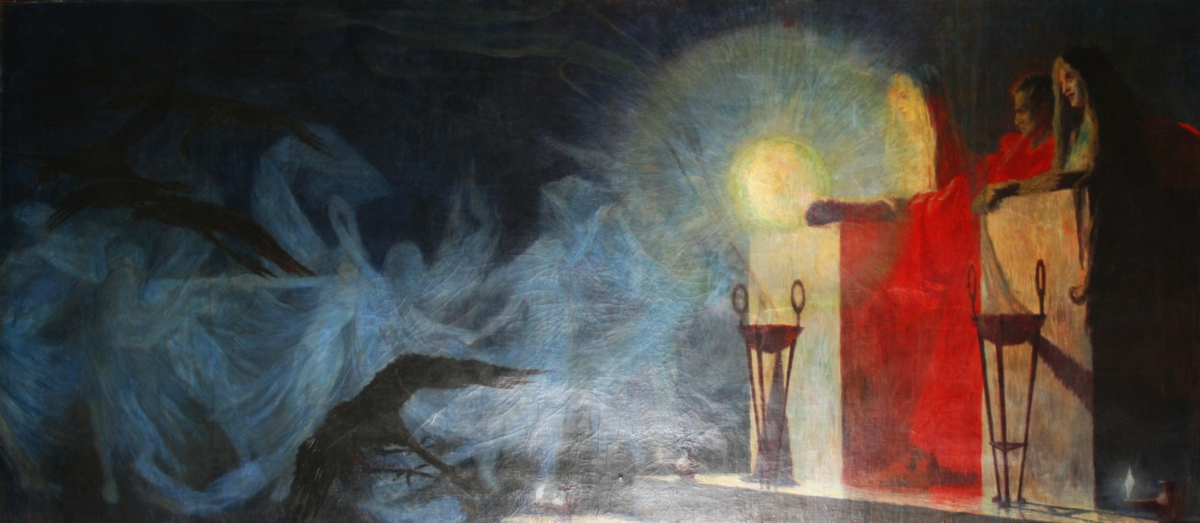
Notte di Valpurga